# Colonia de las Islas de la Bahía
La colonia de las Islas de la Bahía fue una colonia del imperio británico en el Caribe establecida en 1852 y disuelta en 1860 que corresponde al actual departamento de Islas de la Bahía, Honduras.
Si bien los asentamientos ingleses en las islas datan desde inicios del siglo XVII, no sería hasta el año de 1852 que el archipiélago sería incorporado al Imperio británico de manera oficial tras que estas fueran ocupadas militarmente por tropas británicas. La colonia desapareció en 1859 tras la firma del Tratado de Comayagua entre el gobierno británico y el gobierno de Honduras.

## Antecedentes
Desde el siglo XVII las naciones europeas desafiaron el dominio hispano-luso de América, favoreciendo la actividad de piratas y empresas privadas para la obtención de territorios en América. Las islas fueron ocupadas por la Providence Island Company y por piratas y corsarios ingleses, neerlandeses y franceses al acecho de la ruta de la Flota de Indias o las poblaciones portuarias como Trujillo desde Port Royal (isla Roatán). Además de en las islas, la presencia de piratas ingleses fue habitual también en las próximas costas de La Baliza y Mosquitia, respaldadas por la colonia de Jamaica. Los piratas, que siempre regresaban a las Islas, fueron desalojados sucesivamente mediante expediciones militares o en virtud de los tratados que resolvían las guerras entre el imperio español y el británico, en ejemplos como el tratado de París (1763) o la batalla de Roatán (1782) de la guerra-anglo española (1779-1783).   
En 1830, tras la Independencia de Centroamérica y décadas de ausencia inglesa en las islas, el superintendente de la Honduras británica (actual Belice) ocupó brevemente las Islas en nombre del imperio británico. 

## Colonia de Islas de la Bahía

### Invasión

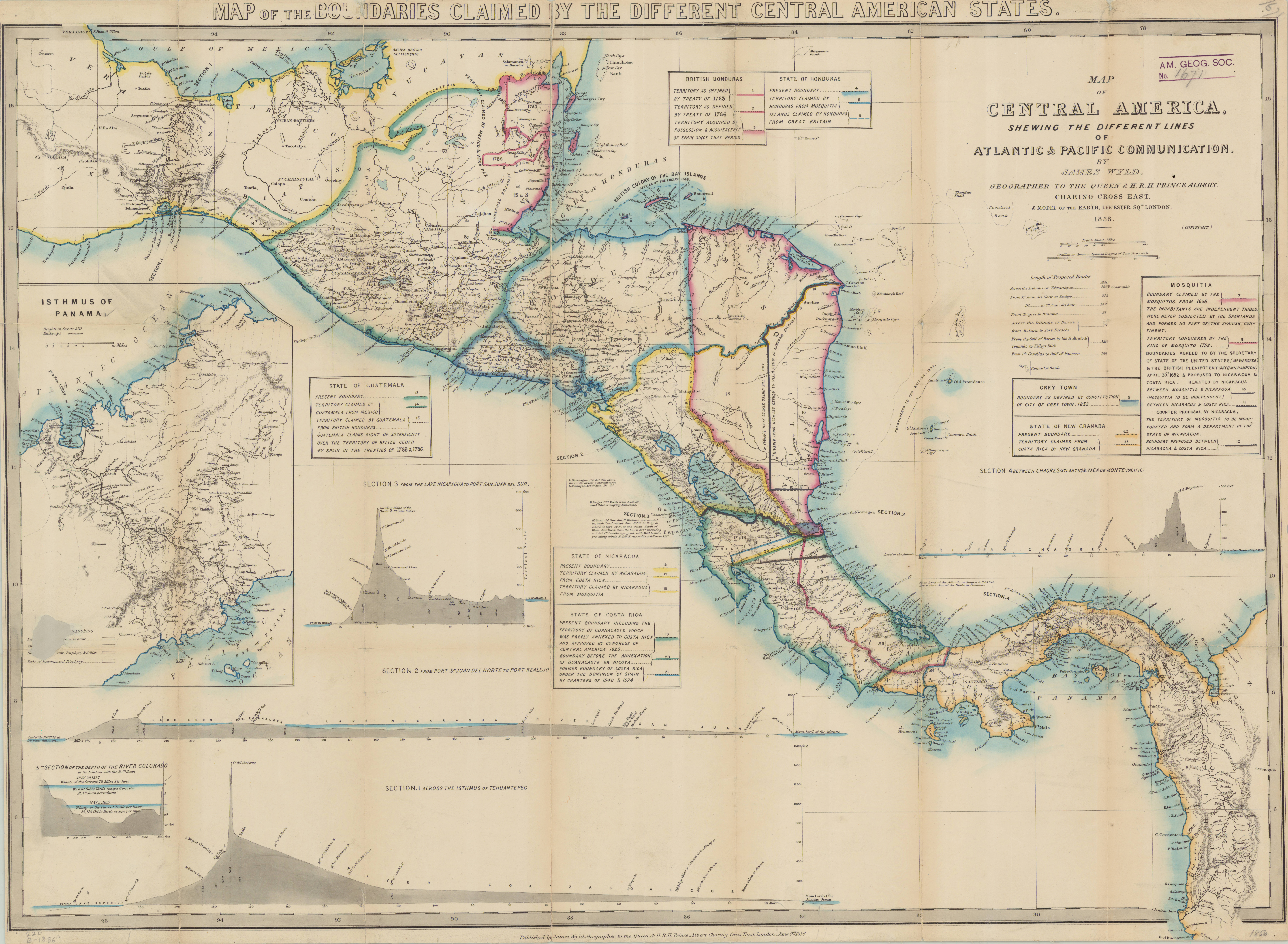
Mapa de los límites reclamados por los distintos Estados de Centroamérica, 1856.

Bandera de la Colonia de islas de la Bahía. La bandera también fue utilizada en el por el gobernador de Honduras británica (actual Belice)

En 1821, cuando las provincias centroamericanas lograron la Independencia de Centroamérica del Imperio español, las islas de la Bahía estaban bajo la jurisdicción de la República de Honduras. Esta situación se prolongó hasta mayo de 1830, cuando el superintendente del establecimiento británico de Honduras británica (actual Belice), como medida de coerción contra Honduras, que se había negado a entregar a ciertos esclavos fugitivos, hizo una incursión en Roatán y se apoderó de ella en nombre de la corona británica. Las autoridades federales protestaron y el acto fue desautorizado por el gobierno británico.
Sin embargo, los superintendentes de Belice parecen haber estado muy pendientes de las islas y de encontrar un pretexto para ponerlas bajo su propia jurisdicción. En 1838, sus deseos se vieron parcialmente satisfechos. Un grupo de esclavos liberados de las islas Caimán llegó a Roatán para establecerse. El coronel Loustrelet, el comandante, les informó que no podían hacerlo sin el permiso del gobierno estatal de Honduras.
Algunos de ellos solicitaron y obtuvieron el permiso necesario, y recibieron concesiones de tierras. Pero otra parte, incitada por uno o dos hombres blancos entre ellos, apeló, como súbditos británicos, al superintendente de Belice, el coronel Macdonald, quien inmediatamente visitó la isla, en la balandra de guerra británica Bover, arrió la bandera de Honduras y, apresando al coronel Loustrelet y sus soldados, los desembarcó cerca de Trujillo y los amenazó de muerte si se atrevían a regresar. Las protestas contra la invasión británica de las islas efectuadas por el primer gobierno de Francisco Ferrera carecieron de respaldo internacional y fueron desoídas por el gobierno de la reina Victoria.
Mientras tanto, se produjo la disolución de la República Federal de Centroamérica y el nuevo débil Estado de Honduras se quedó solo para oponerse a estas acciones hostiles. Su gobierno protestó enérgicamente, pero sin obtener reparación; y finalmente, en 1844, el gobierno británico dio instrucciones al señor Chatfield, cónsul general, para que informara a las autoridades hondureñas de que "cuando el coronel Macdonald arrió la bandera de ese Estado en Roatán, fue por orden del gobierno británico... ningún acto de soberanía siguió a los procedimientos de Macdonald". Mientras tanto, los habitantes de las Islas Caimán continuaron emigrando a Roatán y, en 1848, la población ascendía a más de 1.000 personas.

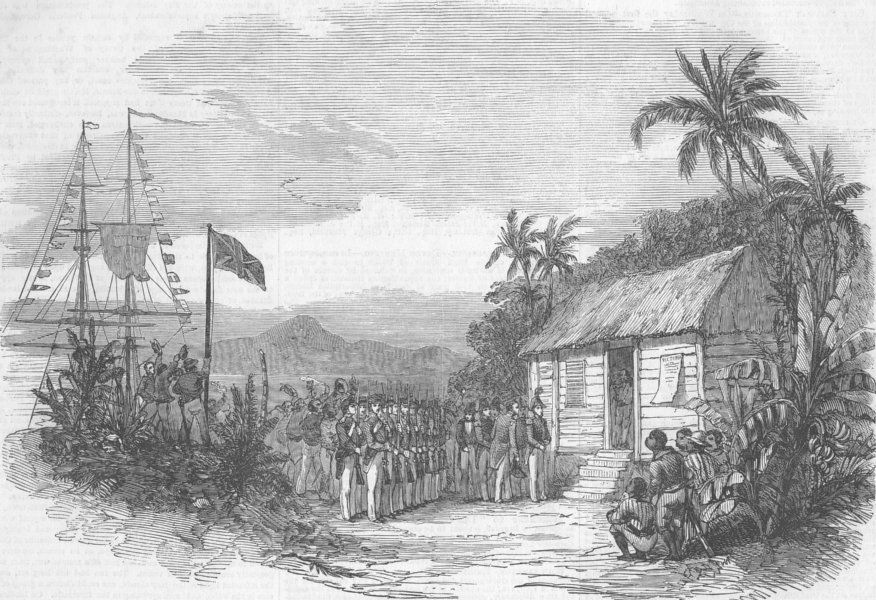
Grabado de 1853 donde tropas británicas celebran el primer aniversario de la anexión del archipiélago al imperio británico.

### Proclamación
En 1850, los británicos organizaron las islas Roatán, Guanaja, Barbareta, Helena, Morat y Utila en una colonia bajo su dominio, llamada Islas de la Bahía. El inicio del reconocimiento como colonia británica bajo los términos de la Colonial Office tuvo lugar en 1850. Tras el informe del capitán Mitchell y el nombramiento del isleño William Fitzgibbon como presidente del tribunal, se nombró como gobernador a Charles Edward Grey, gobernador de Jamaica, ante la presencia en Roatán del barco de la Royal Navy Bermuda. 
Un pequeño partido en la isla, favorable a los intereses británicos, se esforzó activamente por conseguir la protección inglesa. "Cuando el capitán Mitchell, de Inglaterra, los visitó en 1850, los describió como "que elegían a sus propios magistrados por sufragio universal" y "que ignoraban completamente bajo qué gobierno estaban colocados". Un tal señor William Fitzgibbon era presidente de la Corte Suprema y magistrado jefe interino. En algún momento de ese año, el partido británico redactó una petición dirigida al gobernador de Jamaica, pidiéndole que nombrara magistrados y asumiera la autoridad suprema en la isla.
En respuesta a esta petición, el capitán Jolly, a bordo del HMS Bermuda, fue enviado a las islas. Convocó una reunión de los habitantes y las declaró bajo la soberanía del Reino Unido. El presidente de la Corte Suprema Fitzgibbon protestó contra todo el procedimiento... A pesar de esta protesta, sin embargo, y con el apoyo de los cañones de Bermuda , las autoridades designadas por Sir Charles Grey se instalaron debidamente en las islas. Dos años después de esta ocupación, el 20 de marzo de 1852, se emitió una orden real que constituía las islas en una colonia, bajo la denominación de Colonia de Islas de la Bahía, proclamación que hizo en Roatán el coronel Wodehouse, superintendente de Belice, el 10 de agosto de 1852.

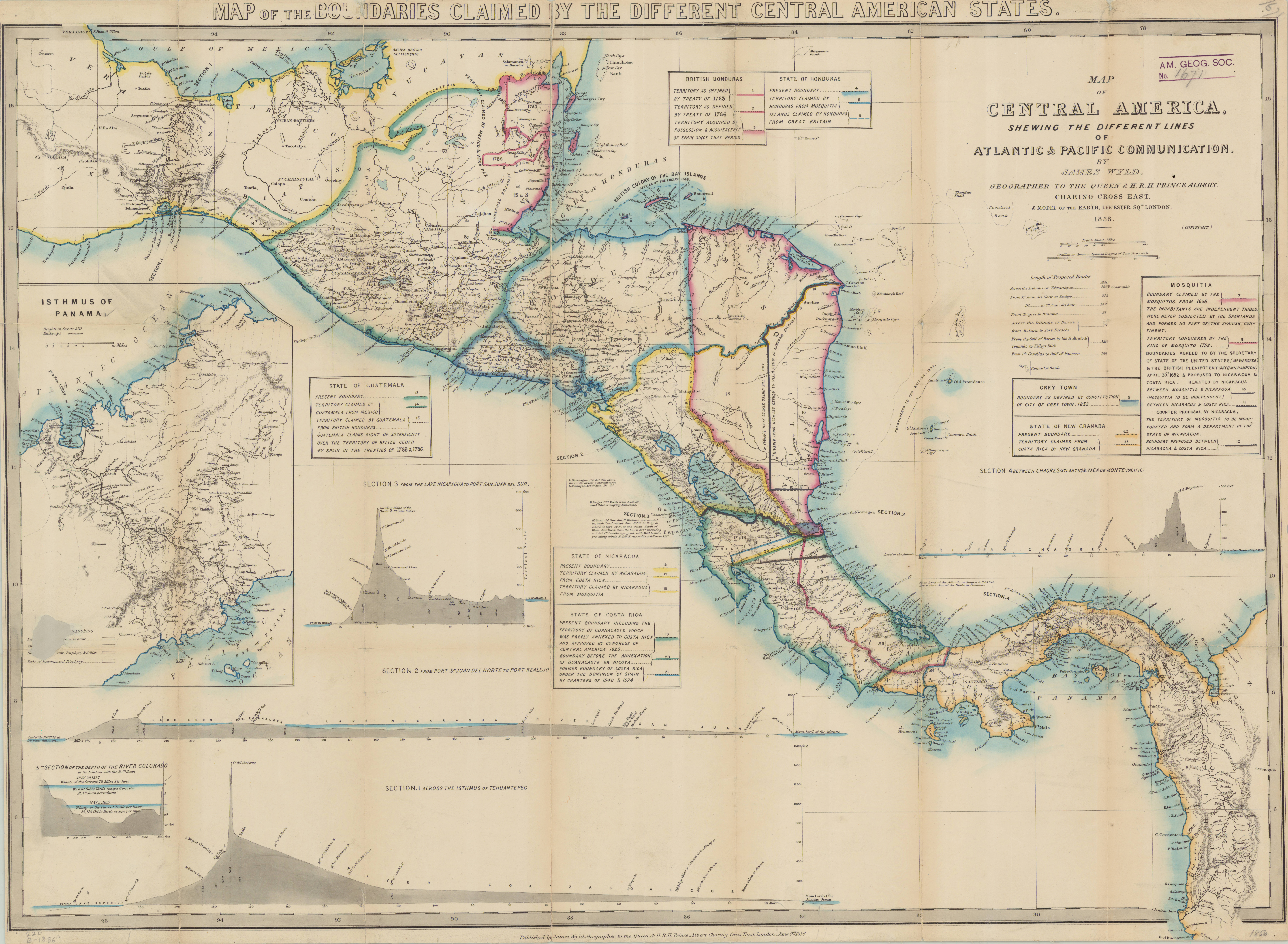
Mapa de América Central en 1856.

La proclamación de estas islas como colonia británica atrajo inmediatamente la atención de los Estados Unidos, donde fue considerada universalmente como una violación directa del acuerdo del 5 de julio de 1850, conocido como el Tratado Clayton-Bulwer (unido a otros hechos como la ocupación británica del puerto de San Juan (Nicaragua) y el protectorado británico en la Costa de los Mosquitos). Este tratado disponía que "los gobiernos de los Estados Unidos y de Gran Bretaña, ni uno ni otro, ocuparán, fortificarán, colonizarán o asumirán o ejercerán ningún dominio sobre Costa Rica, Nicaragua, la costa de Mosquitos o cualquier parte de América Central".
El asunto fue llevado a la atención del Congreso de los Estados Unidos, y el Comité de Relaciones Exteriores del Senado de los Estados Unidos, después de un estudio completo, informó "que las islas de Roatán, Bonacca, Utila, etc., en y cerca de la bahía de Honduras, constituyen parte del territorio de la república de Honduras, y por lo tanto forman parte de América Central; y, en consecuencia, que cualquier ocupación de estas islas por Gran Bretaña es una violación del tratado del 5 de julio de 1850". Estaba originándose un conflicto diplomático que se extendió en el tiempo y que en el peor de los casos podría ocasionar una guerra entre Estados Unidos y el Imperio británico.

### Disolución

Mapa de América Central en 1862, tras la firma de este tratado.

El gobierno americano envió inmediatamente demandas en este sentido al del Reino Unido, y durante los años 1854-1856 se mantuvo una elaborada correspondencia entre el señor Buchanan, embajador americano en Londres, y Lord Clarendon, sobre el tema, pero sin ningún resultado satisfactorio. El Reino Unido aumentó rápidamente sus fuerzas navales en el mar Caribe, y Estados Unidos siguió su ejemplo rápidamente; y, durante un tiempo, la paz de los dos países dependió de la prudencia de unos pocos comandantes navales, que actuaban siguiendo órdenes necesariamente vagas e indefinidas.
En ese momento crítico, el gobierno de Honduras envió un ministro a Londres, quien sostuvo que la cuestión en disputa concernía principalmente a Honduras, y exigió la entrega de las islas, tanto como una medida de justicia hacia esa república como un medio de retirar una cuestión peligrosa entre los Estados Unidos y el Reino Unido, en la que cada uno se había comprometido públicamente más allá de su poder de retractación, y no podían quedar en evidencia.
Esta solución fue vista con agrado por ambas partes, y se alcanzó el Tratado de Comayagua firmado por Charles Lennox Wyke por el gobierno británico y Francisco Cruz Castro por el gobierno de Honduras el 29 de noviembre de 1859; por la cual las islas de la Bahía fueron puestas bajo la soberanía de esta última nación, con la reserva del juicio por jurado, la libertad de conciencia, etc., para los habitantes actuales.
Honduras aceptó los principios de esta convención, pero el Congreso de Honduras vio con malos ojos algunos de sus detalles, por lo que la convención fue devuelta a Londres para que se le hicieran ciertas modificaciones. Se hicieron esos cambios y la "colonia de las islas de la Bahía" dejó de existir, y las islas junto con parte de Mosquitia pasaron a estar bajo la soberanía de Honduras.

## Consecuencias

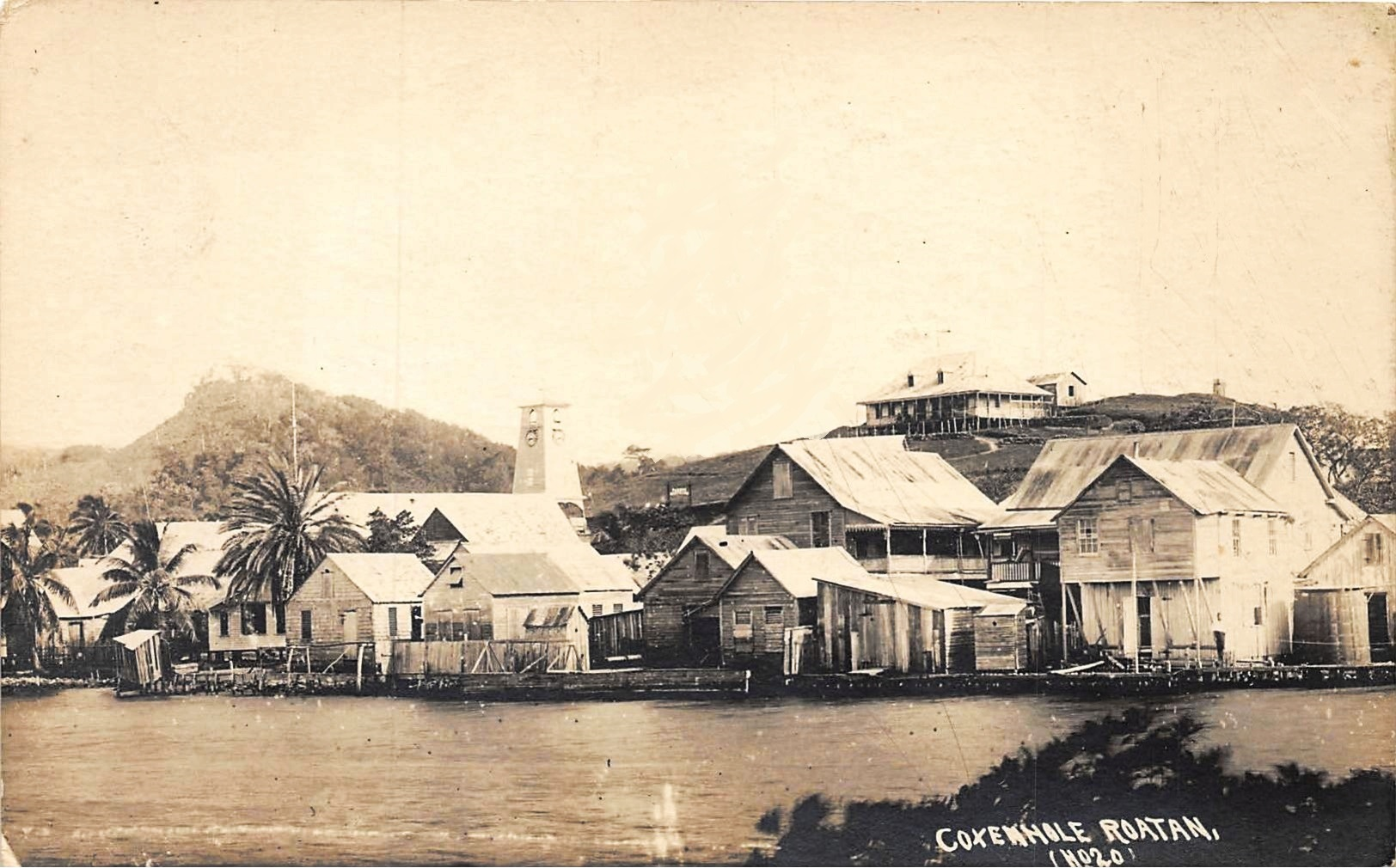
Vista costera de la ciudad de Roatán, situada en la isla homónima, es el centro administrativo de las Islas de la Bahía, Honduras. Postal con foto real de c. 1910-1920.

Muchos de los colonos ingleses no estaban de acuerdo con esta resolución y buscaron la ayuda del controvertido filibustero o mercenario norteamericano William Walker para ocupar las Islas. Su expedición de agosto de 1860 desembarcó en Trujillo, siendo apresado por el capitán Nowell Salmon de la Royal Navy. La marina británica le entregó al gobierno hondureño de Santos Guardiola, siendo juzgado y fusilado en septiembre de 1860.

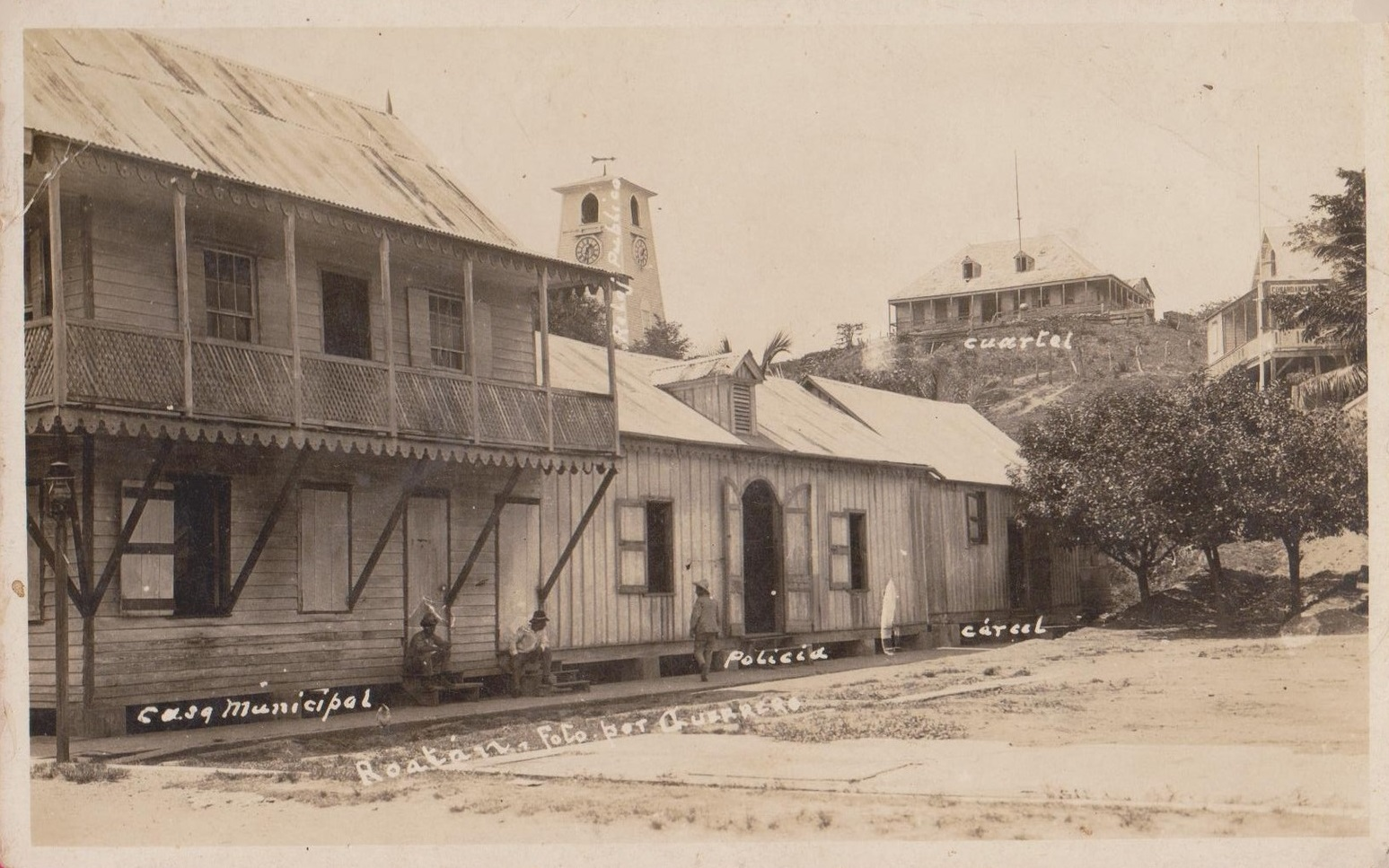
Foto postal de los años 1910 o 1920 que muestra una calle de la ciudad de Roatán.

Hasta los procesos de descolonización del imperio británico de mediados del siglo XX el Reino Unido respaldó la idea nostálgica de algunos isleños de adherirse a las Indias Occidentales Británicas, favoreciendo iniciativas de resistencia a la aculturación con el resto de Honduras.
En la actualidad, las Islas de la Bahía son una importante región turística hondureña, recibiendo un tercio del turismo del país.